# Chaque perle, une larme

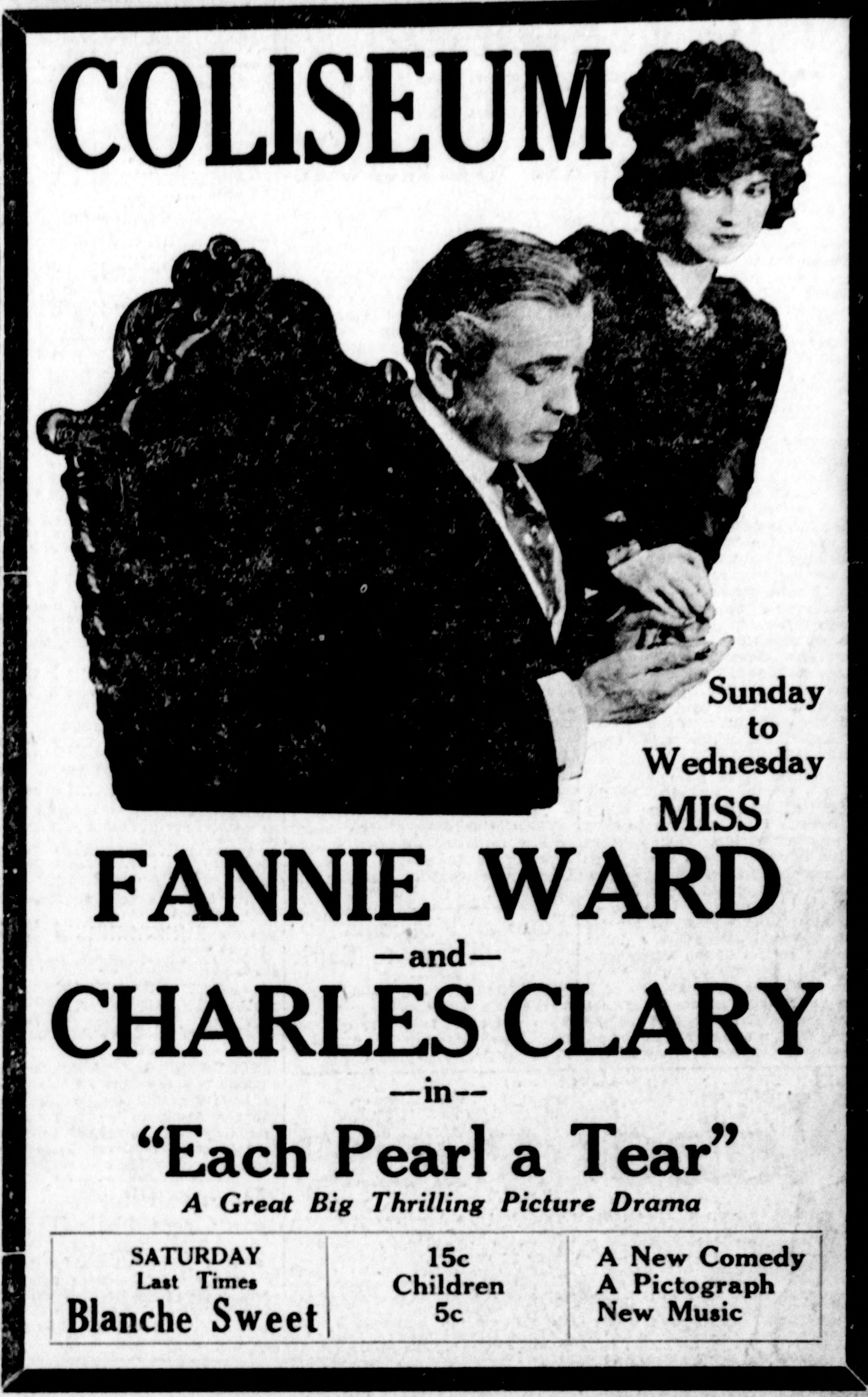
Annonce du film dans la presse de l'époque.

Chaque perle, une larme (Each Pearl a Tear) est un film américain réalisé par George Melford et sorti en 1916.

## Synopsis
Une femme nommée Diane Winston est présentée, par son père, à un agent de change sans scrupules. Mais Diane est déjà amoureuse du secrétaire de l'agent de change nommé John Clarke. L'agent de change prête un collier de perles coûteux à Diane et elle le donne à John pour qu'il retourne chez l'agent de change. L'agent de change fait semblant de ne pas avoir récupéré le collier. Son père meurt sous le choc et Diane décide de travailler pour rembourser sa dette. John décide d'entrer en bourse pour lever des fonds. L'agent de change essaie de détruire les chances de John. Diane trouve le collier dans le bureau de l'agent de change, et se rend compte qu'il a menti à ce sujet. Elle le prend, le vend et donne l'argent à John.

## Fiche technique
- Réalisation : George Melford
- Scénario : Beatrice DeMille, Leighton Osmun
- Production : 	Jesse L. Lasky Feature Play Company
- Genre : Drame[1]
- Distributeur : Paramount Pictures
- Durée : 50 minutes (5 bobines)[2]
- Date de sortie : 31 août 1916

## Distribution
- Fannie Ward : Diane Winston
- Charles Clary : Pul Lorillard
- Jack Dean : John Clarke
- Paul Weigel : Roger Winston
- Jane Wolfe : Mrs. Van Sant
- Ben Alexander